# Unione di comuni Terre del Mare e del Sole
L'unione di comuni Terre del Mare e del Sole comprende 7 comuni italiani ubicati in provincia di Taranto e conta 49 204 abitanti. L'unione comprende tutti i comuni rivieraschi (bagnati dal mar Jonio del golfo di Taranto) della parte est della provincia (Leporano, Pulsano, Lizzano, Torricella, Maruggio) tranne Manduria. Inoltre, comprende altri 2 comuni, sempre della parte est della provincia, non rivieraschi (Fragagnano e Avetrana). I comuni appartenenti all'unione sono tutti in Salento, il più popoloso tra loro è Pulsano con i suoi 11 183 abitanti (più di un quinto del totale degli abitanti dell'ente) mentre il meno popoloso è Torricella con i suoi 4 082 abitanti.

## Comuni appartenenti all'unione

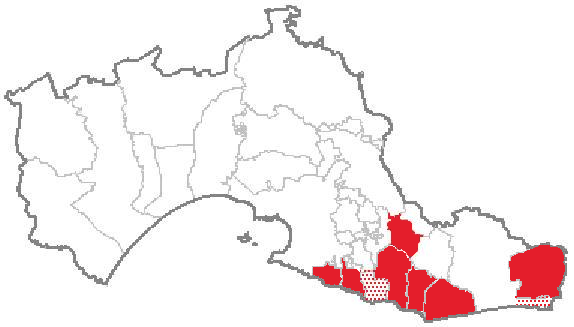
Il territorio (in rosso) dei comuni aderenti all'Unione. Puntinate le zone "contese" da diverse amministrazioni locali

Di seguito i dati dei sette comuni che appartengono all'Unione.
| Città      | Popolazione (ab) | Superficie (km2) | Densità (ab/km²) |
| ---------- | ---------------- | ---------------- | ---------------- |
| Avetrana   | 6.169            | 73,23            | 85,90            |
| Fragagnano | 4.931            | 22,41            | 224,05           |
| Leporano   | 8.165            | 15,33            | 531,63           |
| Lizzano    | 9.483            | 47,18            | 203,26           |
| Maruggio   | 5.191            | 49,07            | 106,48           |
| Pulsano    | 11.183           | 17,27            | 645,39           |
| Torricella | 4.082            | 26,93            | 154,17           |
| TOTALE     | 49.204           | 251,42           | 197,18           |

## Storia
Nel 2001 i comuni di Pulsano, Leporano, Lizzano, Torricella e Maruggio iniziarono a cooperare proponendo interventi di riqualificazione ambientale. Successivamente, a Fragagnano, ampliando la cooperazione con quest'ultimo, nacque l'Unione di  Terre del Mare e del Sole alla quale si unì poi anche il comune di Avetrana.
Questa Unione di comuni è nata, stando allo statuto , per promuovere e concorrere allo sviluppo socio-economico del territorio, favorendo la partecipazione dell'iniziativa economica dei soggetti pubblici e privati, alla realizzazione di strutture di interesse generale compatibile con le risorse ambientali. Per questo promuove, tra l'altro, l'equilibrato assetto del territorio nel rispetto e nella salvaguardia dell'ambiente e della salute dei cittadini. Valorizza inoltre il patrimonio storico ed artistico delle città e le loro tradizioni culturali.
Tutto questo nel tentativo di favorire la qualità della vita della popolazione per meglio rispondere alle esigenze occorrenti
al completo sviluppo della persona.
I comuni firmatari si impegnano inoltre a:
- armonizzare l'esercizio delle funzioni e dei servizi con le esigenze dei cittadini, assicurando un uso equo delle risorse;
- esercitare un'efficace influenza sugli organismi sovracomunali che gestiscono servizi;
- gestire ed ampliare il numero delle funzioni e dei servizi rispetto a quelli prima gestiti dai singoli Comuni, assicurandone l'efficienza e la maggiore economicità a vantaggio della collettività.

## Galleria d'immagini

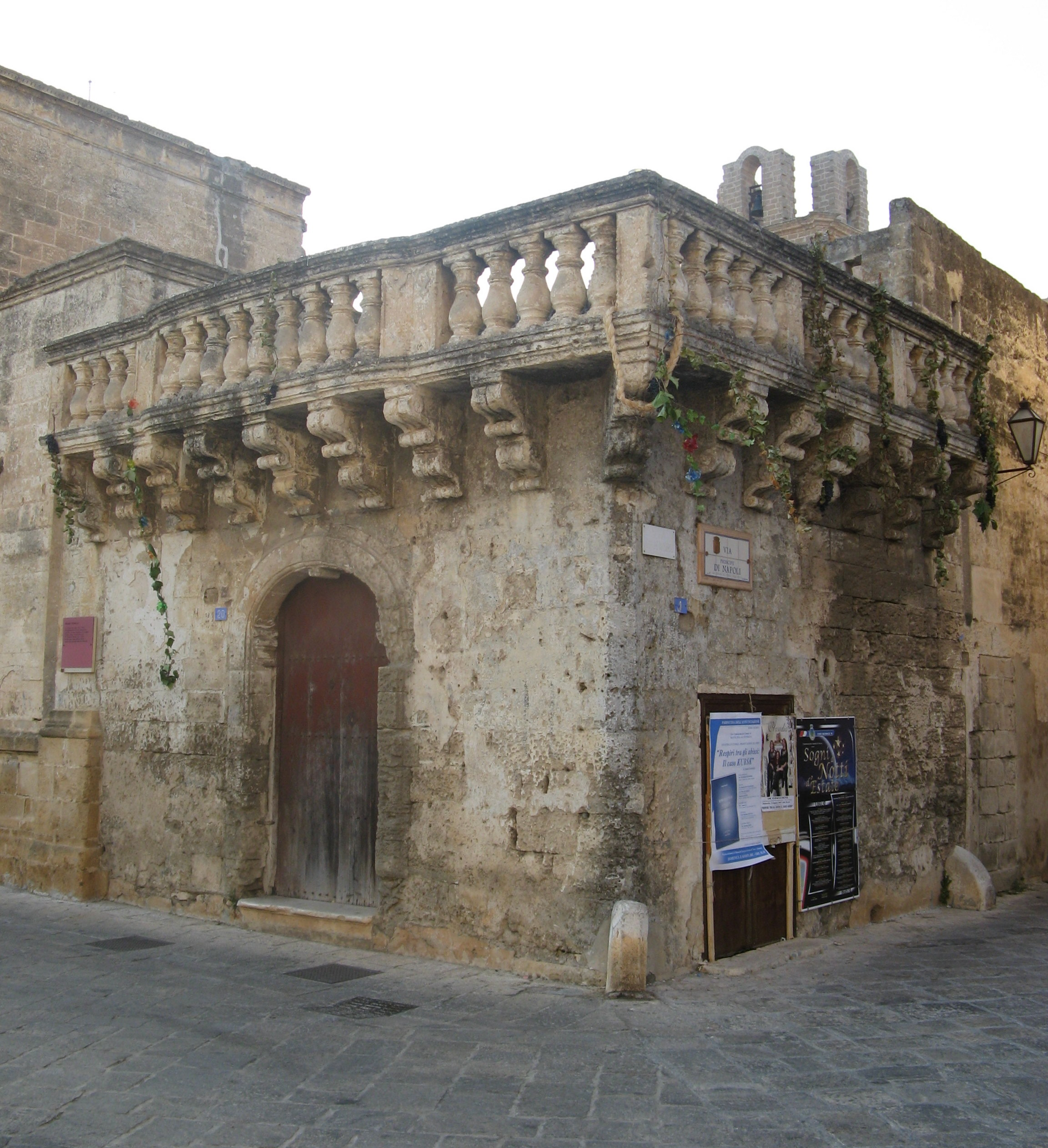
Avetrana Balcone del palazzo Torricelli
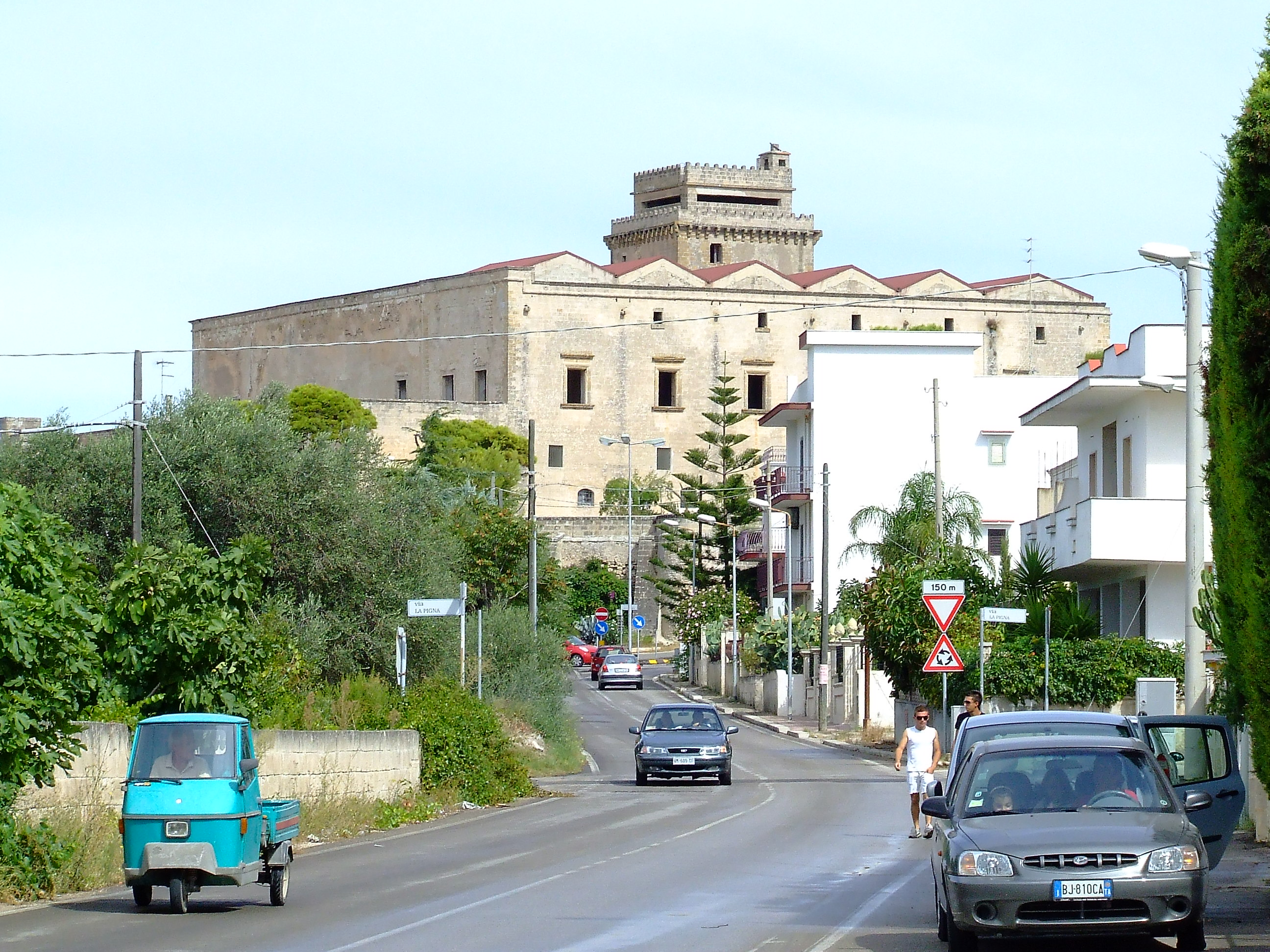
Leporano Palazzo dei principi Muscettola
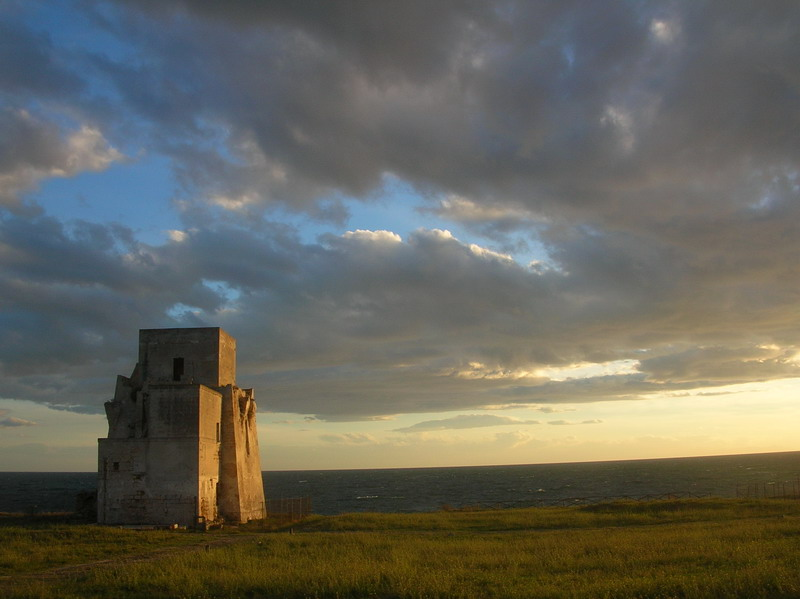
Marina di Leporano Saturo
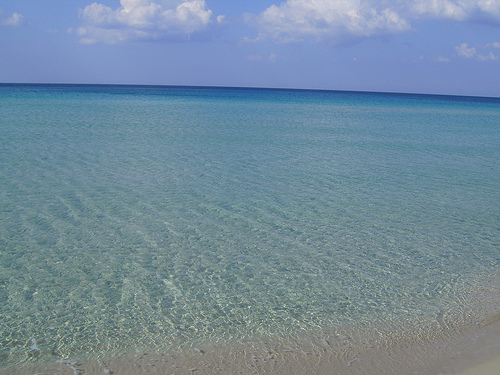
Marina di Lizzano
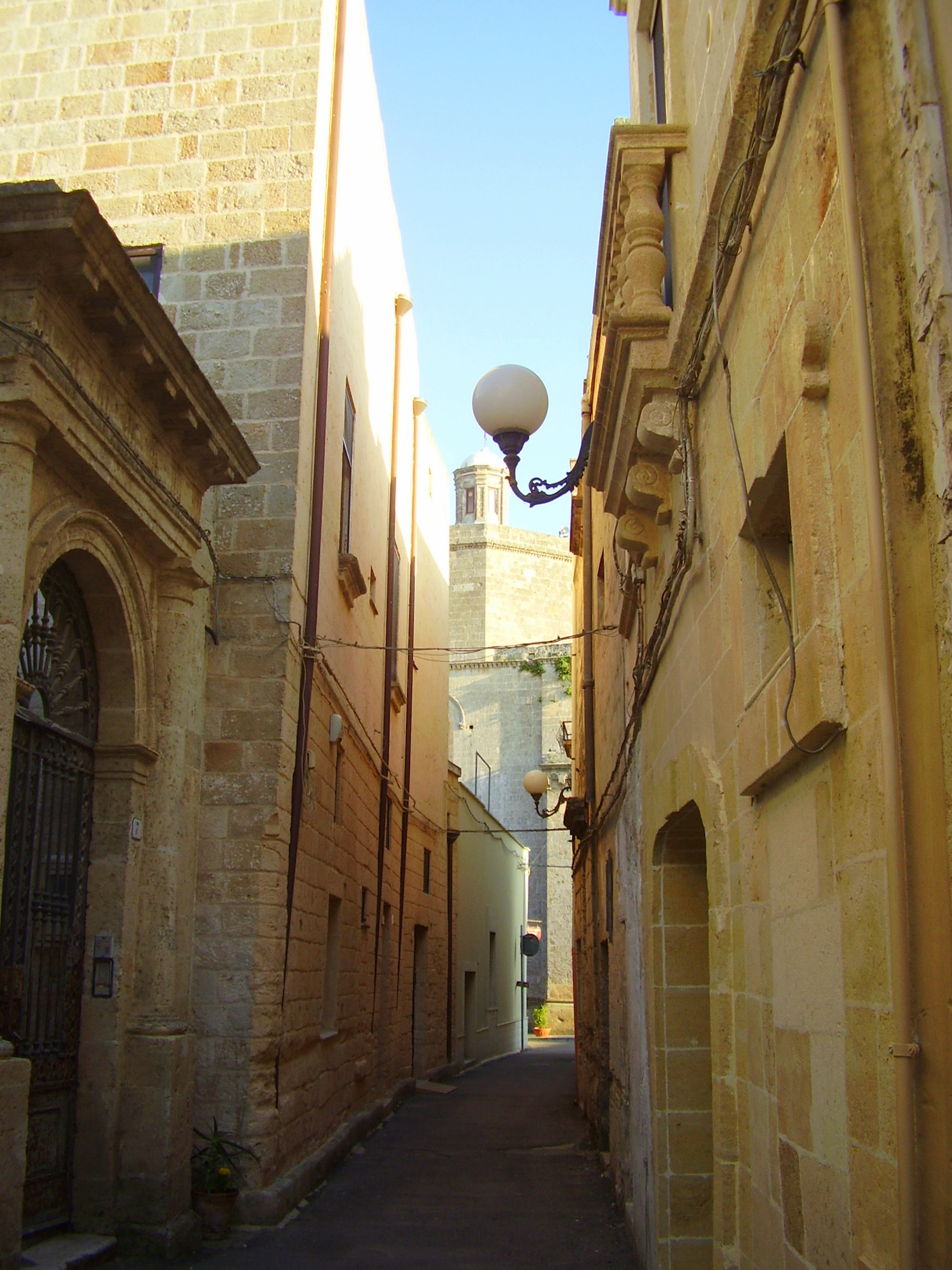
Maruggio Centro storico
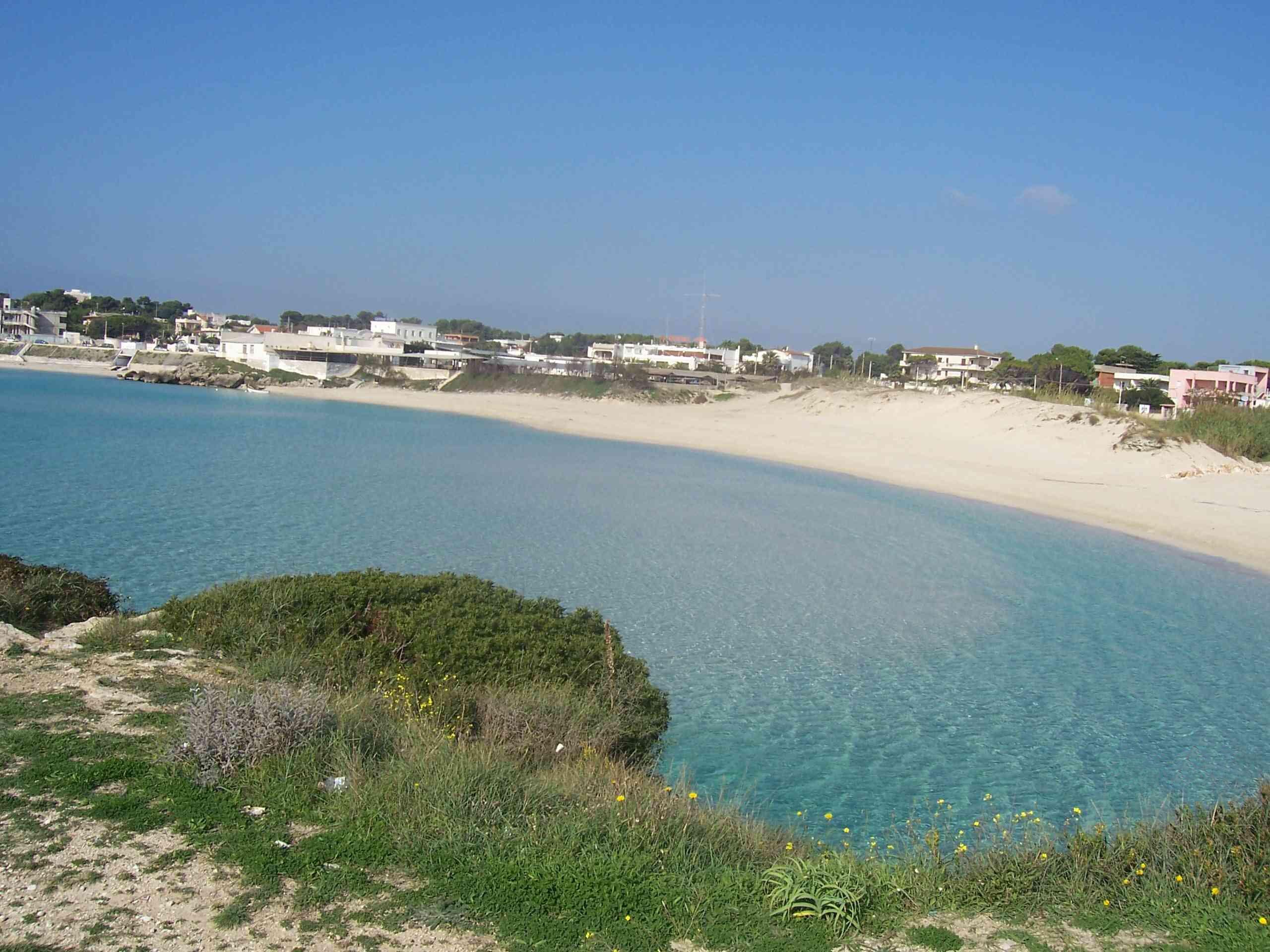
Marina di Pulsano Le Canne
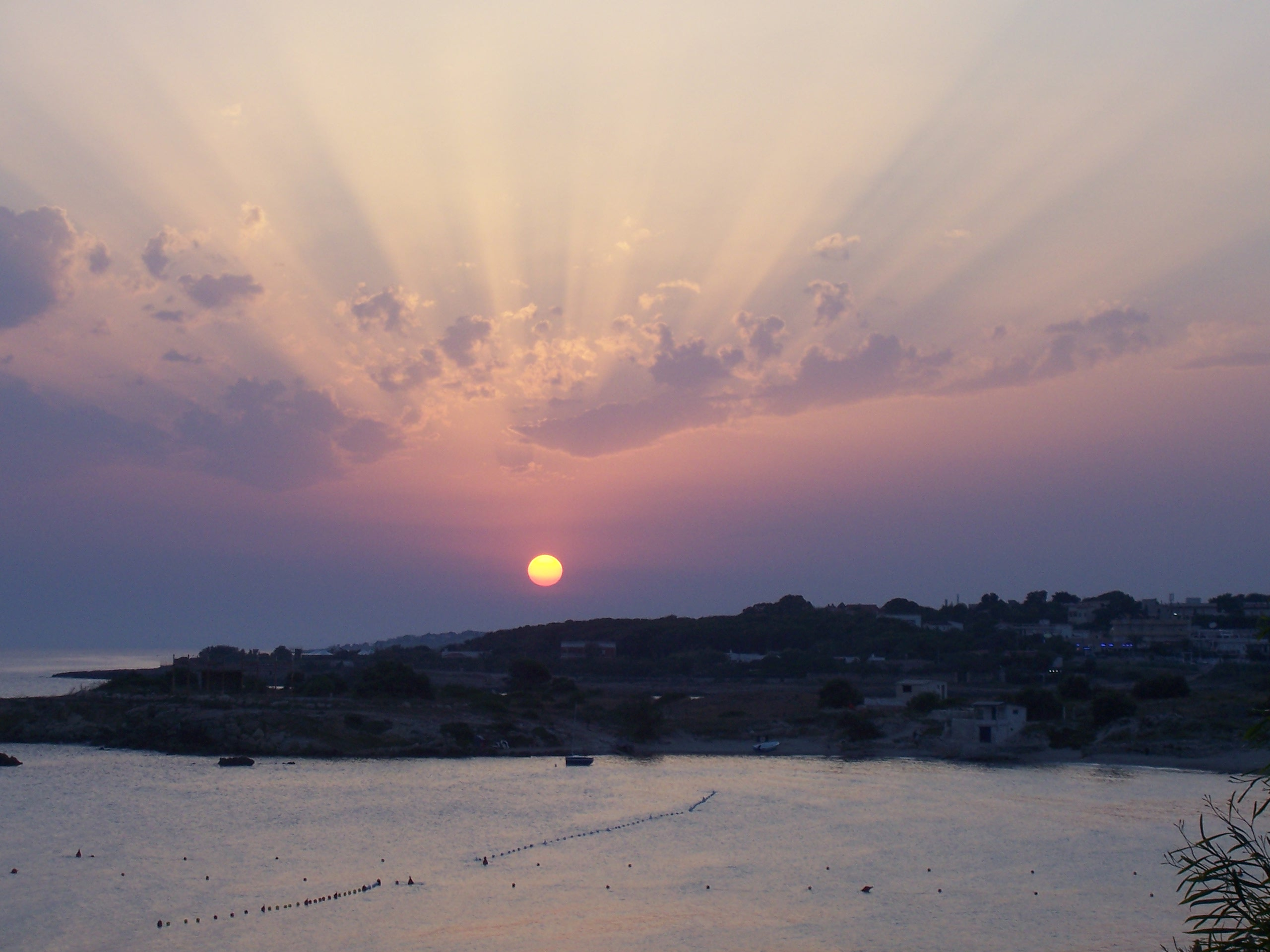
Marina di Pulsano Lido Silvana